# 冒険!CHEERS!!
『冒険!CHEERS!!』（ぼうけん!チアーズ!!）は、日本テレビ系列で2003年10月4日から2005年3月26日まで放送されたアウトドアを中心とした体験番組。小学生から中学生、大人の若手タレントが野外で様々ないろいろな体験をする。
沖縄県を含む全国31局（モグモグGOMBOがネットされなかった地域でも数日遅れで放送されるように）とBS日テレで放送されていた。
提供スポンサーは、ジャスコやマックスバリュなど、スーパーマーケットやショッピングモールを経営するAEONの一社提供である。提供アナウンスは、「ジャスコをはじめとするAEONは、『冒険!CHEERS!!』を応援します」。

## 主な企画
- ツリーハウス造り、命の塔（生き物のすみか）造り（相模湖畔）
- 廃線復活（奥多摩の東京都水道局小河内線（通称、水根貨物線））
- 草舟で河下り（釧路川、荒川）
- 手作り竹馬
- 飛べ！水切り石
- 経度緯度の測定（「ゼロハンター ～緯度と経度の交差点～」）
  - 尚、この企画で杉浦太陽は北緯24゜東経124゜（沖縄県波照間島沖）への世界初到達成功者となり、その模様は the Degree Confluence Projectサイト内 にも写真付きで載っている。
- 分校ドキュメント
- チアーズ探偵団（様々な仕事を調査）
- 手作り料理コンテスト
- 影踏み対決
- ハムスター里親奮闘記
- 出目金日記
- 蛍の光でテストを解こう（第1回放送）

## 出演者
- 大束友紀
- 中尾明慶
- 悠城早矢
- 川口翔平
- 森下翔梧
- 粕谷由弥
- 斉藤翔
- 石井正則（「ツリーハウス造り」など番組初期に参加）
- 杉浦太陽（番組後期「廃線復活」から参加）
- 細田よしひこ（番組後期「廃線復活」から参加）
- 伊藤鉄哉（番組後期「廃線復活」から参加）
- ほか、子役タレント

（1 - 2週間だけ一般公募で選ばれた杉浦加奈（芸能界デビュー前）が出ていた。）

### ナレーション
- 安元洋貴

## スタッフ
- 構成：田中直人、柏田眞志、茂木日出海、星伯明、下正智久、河合伸一、剱地俊貴、橋本敦司
- ツリーハウスビルダー：小林崇
- タイトル：河原光、三浦民滋（三浦→以前はロゴデザイン）
- 写真：清準一郎
- 車両：小池清治（COM）
- 作画：相馬宏充、呉美保
- スペシャル・エフェクト：中西浩之
- イラスト：ディーレンジ
- Web制作：大沼修一、永井敦子
- 制作協力：ディレクターズ21
- サウンド（音効）：今野直秀、冨田昌一
- 編集：橋本公男（スタジオヴェルト）
- MA：村松勝弘（スタジオヴェルト）
- 撮影：久保田雅文・岩澤治（VSQ）、元木宏・河野敬磨・細野太郎（八峯テレビ）、原口啓二、小谷野貴樹
- 音声：大村賢之・尾方真宏（VSQ）、増田周生（八峯テレビ）
- スタイリスト：CREATE ESSE 正田十蘭、梅原恵
- フードコーディネーター：高階多美
- 広報：舘野知美（2004年10月-）
- AP：小川ひろみ、桑名美佐
- ディレクター：早川多祐、佐藤一輝、田中友洋、阿部さちよ（全員→以前は週替り演出）、笠間崇、高山和大
- 演出：徳永清孝（以前はディレクター）、小林淳一
- 総合演出：長久弦（2004年10月-、以前はディレクター→演出）
- プロデューサー：安西義裕、鈴木敦
- 制作協力：GUTS、日テレビデオ
- プロデューサー：山口香代（2004年6月12日-）、上田識喜（2004年10月-）
- チーフプロデューサー：政橋雅人（2004年6月12日-）
- 製作著作：日本テレビ

### 過去のスタッフ
- 企画・演出：駒木純一（第1回 - 2004年9月）
- 構成：片山貴宏、岩倉大介、土屋芳輝、大塚雄史
- スペシャル・エフェクト：栗原泰幸
- Web制作：玉川純
- 編集：今田嘉紀（スタジオヴェルト）
- MA：大竹雄一（スタジオヴェルト）
- 広報：服部亜希子（第1回 - 2004年9月）
- 制作スタッフ：石田真、辻章太郎、田中真理、武田敦子、間宮悠
- AP：伊藤実枝子
- カメラ：田中孝一
- ディレクター：成瀬広靖、秋山健一郎、角中秀治
- 演出：新井勝也、西川竜介、中村仁一、須佐幸二
- プロデューサー：中山憲明、武田康子
- 制作協力：IVSテレビ制作（第1回 - 2004年3月27日放送）、日本テレワーク
- プロデューサー：今村司（第1回 - 2004年6月5日放送）
- チーフプロデューサー：梅原幹（第1回 - 2003年11月頃）、吉田真（2003年12月頃 - 2004年6月5日放送）

## ネット局
| 放送対象地域   | 放送局                       | 系列                                           | 放送曜日・時間       | 放送日の遅れ |
| -------------- | ---------------------------- | ---------------------------------------------- | -------------------- | ------------ |
| 関東広域圏     | 日本テレビ（NTV） （制作局） | 日本テレビ系列                                 | 土曜 18:30 - 19:00   | 同時ネット   |
| 北海道         | 札幌テレビ（STV）            | 日本テレビ系列                                 | 土曜 18:30 - 19:00   | 同時ネット   |
| 青森県         | 青森放送（RAB）              | 日本テレビ系列                                 | 土曜 18:30 - 19:00   | 同時ネット   |
| 岩手県         | テレビ岩手（TVI）            | 日本テレビ系列                                 | 土曜 18:30 - 19:00   | 同時ネット   |
| 宮城県         | ミヤギテレビ（MMT）          | 日本テレビ系列                                 | 土曜 18:30 - 19:00   | 同時ネット   |
| 山形県         | 山形放送（YBC）              | 日本テレビ系列                                 | 土曜 18:30 - 19:00   | 同時ネット   |
| 福島県         | 福島中央テレビ（FCT）        | 日本テレビ系列                                 | 土曜 18:30 - 19:00   | 同時ネット   |
| 長野県         | テレビ信州（TSB）            | 日本テレビ系列                                 | 土曜 18:30 - 19:00   | 同時ネット   |
| 新潟県         | テレビ新潟（TeNY）           | 日本テレビ系列                                 | 土曜 18:30 - 19:00   | 同時ネット   |
| 静岡県         | 静岡第一テレビ（SDT）        | 日本テレビ系列                                 | 土曜 18:30 - 19:00   | 同時ネット   |
| 富山県         | 北日本放送（KNB）            | 日本テレビ系列                                 | 土曜 18:30 - 19:00   | 同時ネット   |
| 石川県         | テレビ金沢（KTK）            | 日本テレビ系列                                 | 土曜 18:30 - 19:00   | 同時ネット   |
| 福井県         | 福井放送（FBC）              | 日本テレビ系列／テレビ朝日系列                 | 土曜 18:30 - 19:00   | 同時ネット   |
| 中京広域圏     | 中京テレビ（CTV）            | 日本テレビ系列                                 | 土曜 18:30 - 19:00   | 同時ネット   |
| 近畿広域圏     | 読売テレビ（ytv）            | 日本テレビ系列                                 | 土曜 18:30 - 19:00   | 同時ネット   |
| 鳥取県・島根県 | 日本海テレビ（NKT）          | 日本テレビ系列                                 | 土曜 18:30 - 19:00   | 同時ネット   |
| 広島県         | 広島テレビ（HTV）            | 日本テレビ系列                                 | 土曜 18:30 - 19:00   | 同時ネット   |
| 山口県         | 山口放送（KRY）              | 日本テレビ系列                                 | 土曜 18:30 - 19:00   | 同時ネット   |
| 徳島県         | 四国放送（JRT）              | 日本テレビ系列                                 | 土曜 18:30 - 19:00   | 同時ネット   |
| 香川県・岡山県 | 西日本放送（RNC）            | 日本テレビ系列                                 | 土曜 18:30 - 19:00   | 同時ネット   |
| 愛媛県         | 南海放送（RNB）              | 日本テレビ系列                                 | 土曜 18:30 - 19:00   | 同時ネット   |
| 高知県         | 高知放送（RKC）              | 日本テレビ系列                                 | 土曜 18:30 - 19:00   | 同時ネット   |
| 福岡県         | 福岡放送（FBS）              | 日本テレビ系列                                 | 土曜 18:30 - 19:00   | 同時ネット   |
| 長崎県         | 長崎国際テレビ（NIB）        | 日本テレビ系列                                 | 土曜 18:30 - 19:00   | 同時ネット   |
| 熊本県         | くまもと県民テレビ（KKT）    | 日本テレビ系列                                 | 土曜 18:30 - 19:00   | 同時ネット   |
| 鹿児島県       | 鹿児島読売テレビ（KYT）      | 日本テレビ系列                                 | 土曜 18:30 - 19:00   | 同時ネット   |
| 秋田県         | 秋田放送（ABS）              | 日本テレビ系列                                 | 日曜日 15:55 - 16:25 |              |
| 山梨県         | 山梨放送（YBS）              | 日本テレビ系列                                 | 日曜日 10:55 - 11:25 |              |
| 大分県         | テレビ大分（TOS）            | 日本テレビ系列／フジテレビ系列                 | 水曜日 15:30 - 16:00 |              |
| 宮崎県         | テレビ宮崎（UMK）            | フジテレビ系列／日本テレビ系列／テレビ朝日系列 | 月曜日 17:24 - 17:54 |              |
| 沖縄県         | 沖縄テレビ（OTV）            | フジテレビ系列                                 | 月曜日 15:30 - 16:00 |              |
| 日本全域       | BS日テレ                     | BS放送                                         | 日曜日 19:00 - 19:30 | 8日遅れ      |

## 放送休止
- 2004年8月21日は、24時間テレビ 「愛は地球を救う」の放送のため休止。
- 2004年10月23日の放送分は、新潟県中越地震による報道特別番組により休止となり、翌週の10月30日に振り替え放送された。